# Wąsosz Górny (gmina)
Wąsosz Górny – dawna gmina wiejska istniejąca w latach 1952–1954 w woj. katowickim/stalinogrodzkim (dzisiejsze woj. śląskie). Siedzibą władz gminy był Wąsosz Górny.
Gmina została utworzona 1 lipca 1952 roku w nowo utworzonym powiecie kłobuckim w woj. katowickim (od 9 marca 1953 pod nazwą woj. stalinogrodzkie) z części gminy Popów. W dniu powołania gmina składała się z 8 gromad: Brzózki, Lelity, Marianów, Nowa Wieś, Płaczki, Wąsosz Dolny, Wąsosz Górny i Więcki.
Gmina została zniesiona 29 września 1954 roku wraz z reformą wprowadzającą gromady w miejsce gmin. Jednostki nie przywrócono 1 stycznia 1973 roku po reaktywowaniu gmin.